# Andreas Werckmeister
Andreas Werckmeister, nemški baročni organist, skladatelj in glasbeni teoretik, * 30. november 1645, Benneckenstein, † 26. oktober 1706, Halberstadt.